# Olios trinitatis
Olios trinitatis là một loài nhện trong họ Sparassidae.
Loài này thuộc chi Olios. Olios trinitatis được Embrik Strand miêu tả năm 1916.